# 孟兆祯
孟兆祯（1932年9月13日—2022年7月15日），湖北武汉人，中国风景园林规划与设计教育家，北京林业大学教授，中国风景园林学会副理事长。

## 生平
1956年9月毕业于北京农业大学造园专业。1999年当选为中国工程院院士。
2022年7月15日于北京去世。